# 塩城自然保護区
塩城自然保護区（えんじょうしぜんほごく、中国語: 江苏盐城湿地珍禽国家级自然保护区、略称: 盐城保护区）は、中国江蘇省塩城市にある自然保護区である。黄海海岸に沿って444キロメートル、247,260ヘクタールに渡って広がっており、中国でも最大級の海岸帯保護区となっている。 
保護区は1855年の黄河改道以前の黄河の三角州一帯にあたるため、様々な塩性湿地や干潟があり、黄河と長江水系の一部の河川が横切る。モンスーンの影響を受けて北部は温帯、南部は亜熱帯気候であり、シオギリソウ、チガヤやヨシなどの植物が多く生える。一帯は東アジア・オーストラリア地域フライウェイに位置するため、渡り鳥にとっては重要な場所である。
この自然保護区は1983年に設立され、1992年には国家級自然保護区とユネスコの生物圏保護区となり、2002年1月にはラムサール条約登録地に、2019年にこの保護区や大豊区の大豊シフゾウ自然保護区を含む塩城市南部と北部の2ヶ所は「中国の黄海・渤海湾沿岸の渡り鳥保護区群（第1段階）」として世界遺産に登録された。特にシフゾウ、ヘラシギ、カラフトアオアシシギ、クロツラヘラサギ、コウノトリ、タンチョウ、オバシギ、ゴビズキンカモメ、ハシナガチョウザメおよびクジラ類、魚類や甲殻類などの越冬地・生息地として有名である。

## 世界遺産
2019年に塩城市一帯の2つの地域は「中国の黄海・渤海湾沿岸の渡り鳥保護区群（第1段階）」として世界遺産に登録された。2024年に大連市の蛇島、長江河口、黄河河口、鴨緑江河口などの黄海および渤海湾沿岸の他の地域を「中国の黄海・渤海湾沿岸の渡り鳥保護区群（第2段階）」として追加登録された。登録区域内の生息種はクロツラヘラサギ、コウノトリ、タンチョウ、オバシギ、カラシラサギ、ニシハイイロペリカン、サカツラガン、ゴビズキンカモメ、ズグロカモメ、コオバシギ、シベリアオオハシシギ、オグロシギ、ダイシャクシギ、カオジロダルマエナガ、サルハマシギ、オオメダイチドリ、メダイチドリ、キョウジョシギ、ミヤコドリ、ソリハシセイタカシギ、ダイゼン、シロチドリ、ホウロクシギ、キリアイ、トウネン、ミユビシギ、ハマシギ、ソリハシシギ、アジサシなどがある。

### 登録基準
この世界遺産は世界遺産登録基準のうち、以下の条件を満たし、登録された（以下の基準は世界遺産センター公表の登録基準からの翻訳、引用である）。
- (10) 生物多様性の本来的保全にとって、もっとも重要かつ意義深い自然生息地を含んでいるもの。これには科学上または保全上の観点から、すぐれて普遍的価値を持つ絶滅の恐れのある種の生息地などが含まれる。